# Vakö myr (Småland)
Vakö myr är ett naturreservat i Älmhults kommun i Skåne län.
Området är naturskyddat sedan 1998 och är 969 hektar stort. Reservatet är en av tre reservat som finns i Vakö myr. Denna del är helt belägen i Skåland och består av myrmark.